# L'Attente (film, 2022)
Pour les articles homonymes, voir Attente.
Pour plus de détails, voir Fiche technique et Distribution.
L'Attente est un court métrage de fiction d'Alice Douard, sorti en 2022.

## Synopsis
Céline, à la maternité, attend l’arrivée de son premier enfant. C’est Jeanne, sa compagne, qui va le mettre au monde. La nuit, dans le hall de l’hôpital, elle fait la connaissance d’hommes qui, comme elle, attendent.

## Fiche technique
- Titre original : L'Attente
- Réalisation : Alice Douard
- Scénario : Alice Douard
- Costumes : Pauline Juille
- Maquillage : Karine Fra
- Son : Olivier Schwob
- Production : Marie Boitard et Alice Douard
- Sociétés de production : Les Films de June
- Pays de production :  France
- Format : couleur
- Durée : 30 minutes
- Dates de sortie : 
  - France : 2022

## Distribution
- Clotilde Hesme : Céline
- Laetitia Dosch : Jeanne
- Émilie Brisavoine : Nadia
- Julien Gaspar-Oliveri : Yann
- Céline Adra : Marion
- Philippe Petit : Philippe

## Distinctions
- César 2024 : Meilleur court-métrage de fiction